# Antonio Ambrosetti
Pour les articles homonymes, voir Ambrosetti.
Antonio Ambrosetti, né le 25 novembre 1944 et mort le 20 novembre 2020, est un mathématicien italien spécialisé dans le domaine des équations aux dérivées partielles et du calcul des variations.

## Biographie
Ambrosetti étudie à l'université de Padoue et il est professeur de mathématiques à l'École internationale supérieure d'études avancées à Trieste. 
En 1991 il occupe la chaire Lagrange de professeur à Paris et en 1998 il est professeur invité à Madrid par la Fondation BBV. Il est également chercheur invité à l'École polytechnique fédérale de Zurich, à l'université de Bologne, l'université Rutgers et la Scuola Normale Superiore à Pise.

## Travaux
Il est connu pour son travail de fond sur les méthodes topologiques dans le calcul des variations. Elles fournissent des outils visant à établir l'existence de solutions à des problèmes variationnels quand les méthodes classiques directes du calcul des variations (en) ne peuvent pas être appliquées. En particulier, le théorème appelé théorème du col qu'il a établi conjointement avec Paul Rabinowitz est aujourd'hui un outil classique dans le contexte des problèmes de l'analyse non linéaire.

## Prix et distinctions
Ambrosetti a reçu en 1982 le prix Caccioppoli décerné par l’Union mathématique italienne, et en 2008 le prix Amerio décerné par l'Académie des sciences et des lettres de l'institut lombard. Conjointement avec Andrea Malchiodi, Ambrosetti est lauréat de l'édition 2005 du prix Ferran Sunyer i Balaguer.
 
En 1983, il est conférencier invité au congrès international des mathématiciens à Varsovie (« Existence and multiplicity results for some classes of nonlinear problems »).

Il est membre correspondant depuis 1988 et membre à part entière depuis 2003 de l'Académie des Lyncéens. Il est également membre de l'Istituto Veneto di Scienze, Lettere ed Arti (en) à Turin et de l'Académie européenne des sciences. En 2005 il est docteur honoris causa de l'université autonome de Madrid.

## Publications
- avec Giovanni Prodi, « A Primer on Nonlinear Analysis », Cambridge University Press, 1993
- avec Andrea Malchiodi, « Perturbation Methods and Semilinear Elliptic Problems on {\displaystyle R_{n}} », Birkhäuser, 2006
- avec A. Malchiodi, « Nonlinear Analysis and Semilinear Elliptic Problems », Cambridge University Press, 2007
- avec Vittorio Coti Zelati, « Periodic solutions of singular Lagrangian systems », Birkhäuser, 1993
- « La matematica e l'esistenza di Dio », Lindau, 2009
- « Il fascino della matematica », Bollati Boringhieri, 2009